# Río Piedra (vattendrag i Spanien)
Río Piedra är ett vattendrag i Spanien. Det ligger i den centrala delen av landet, 190 km nordost om huvudstaden Madrid.